# Bert Klei
Albertus Johannes Klei, auch A. J. Klei und Bert Klei (* 23. Juli 1924 in Apeldoorn; † 23. Juli 2008 in Amsterdam) war ein niederländischer Journalist, der insbesondere als Kolumnist für die Amsterdamer Tageszeitung Trouw arbeitete und pro Woche drei Kolumnen schrieb. Am 29. Dezember 1990 erschien seine letzte Kolumne auf der Kirchenseite der Trouw.
Seine Kolumnen, die insbesondere kirchliche Themen behandelten, erschienen in mehreren Sammelbänden (Liever een bal des gehakts, Niemendalletjes, De meeste mensen zijn aardig, Wandelen in je blootje, De koningin is lekker hervormd!).

## Werke
Das sind alle Sammelbände seiner Kolumnen für die Amsterdamer Zeitung Touw.
- 1988: Niemendalletjes, ISBN 90-70675-50-1
- 1991: De meeste mensen zijn aardig, Uitg. Balans, Amsterdam[3], ISBN 978-90-5018-124-2
- 1992: De koningin is lekker hervormd!,  ISBN 978-90-2594-491-9
- 1992: Liever een bal des gehakts, ISBN 978-90-5018-154-9
- 1993: Uw gezicht komt mij bekend voor, ISBN 978-90-5018-199-0
- 1993: Ontbijten met droog brood: uit weleerwaarde levensboeken, ISBN 978-90-2594-548-0
- 1994: Een schat van een man, ISBN 978-90-5018-253-9
- 1995: Van de onderste plank, ISBN 978-90-2594-598-5
- 1996: Wandelen in je blootje, ISBN 978-90-2113-646-2
- 1998: Wanneer het op nadenken aankomt, Weet Ik Van Geen Ophouden, ISBN 978-90-5018-974-3

## Privatleben
Bert Klei war in gewisser Weise stolz darauf, dass er auf dem Gymnasium in Zeist dreimal sitzen geblieben ist und im Jahr 1945 wegen des Zweiten Weltkrieges das Abitur geschenkt bekommen hat. Bert Klei ist der Vater des Önologen und Weinjournalisten Nicolaas Klei, der vom Radio und Fernsehen und für seine Bücher über beliebte und preiswerte Weine bekannt ist.